# Julien Hübsch
Julien Hübsch, (Esch-sur-Alzette, 1995) is een Luxemburgs installatiekunstenaar en kunstschilder.

## Leven en werk
Julien Hübsch bezocht het Lycée de garçons d'Esch-sur-Alzette. Hij studeerde in Duitsland aan de Bauhaus-Universiteit Weimar (2014-2015) en de Kunsthochschule Mainz (2018-2023), en volgde een gastsemester aan de Hochschule für Grafik und Buchkunst Leipzig (2022). In 2023 behaalde hij aan de Kunsthochschule Mainz het diploma Schone Kunsten. Hij woont en werkt in Luxemburg en Mainz. Hübsch combineert ruimtelijk werk met graffiti en schilderkunst, hij maakt daarbij gebruik van gemengde techniek, bouwmaterialen en gerecycled materiaal, waaronder zijn eigen werk. In 2022 beschrijf hij zijn werk als post-vandalisme.
Hübsch is lid van de kunstenaarsvereniging Cercle Artistique de Luxembourg (CAL) en neemt sinds 2016 deel aan de salons. Hij nam deel aan de Triennale Jeune Création 2021. Hübsch werd genomineerd voor de Prix d'art Robert Schuman (2021) en voor de Prix Edward-Steichen (2022). Op de Salon du CAL 2023 toonde zijn werken "my motorbike IX", "my motorbike VII" en "my motorbike XIII", gemaakt met leer, spijkers en lijm. Hij kreeg hiervoor de Prix Grand-Duc Adolphe toegekend. De jury vond dat Hübsch' getoonde werken onlosmakelijk met elkaar zijn verbonden, met zijn werk stelt hij pertinente vragen over de problemen van onze tijd: "Son travail interroge avec pertinence sur les problématiques de notre époque, telle que la surconsommation. Il jette, par cette approche, un regard critique sur les grands défis sociétaux actuels, comme par exemple la soutenabilité et effleure l’anticapitalisme."

## Onderscheidingen
- 2023 Prix Grand-Duc Adolphe
- 2023 Onderzoeks- en creatieresidentie in de Cité Internationale des Arts in Parijs, toegekend door Kultur:LX.
- 2015 Aanmoedigingsprijs op de achtste Biënnale voor Hedendaagse Kunst van de gemeente Strassen.